# Bougouriba
Bougouriba ist eine Provinz in der Region Sud-Ouest im westafrikanischen Staat Burkina Faso mit 124.057 Einwohnern auf 2815 km².
Die Provinz besteht aus den Departements Diébougou, Bondigui, Dolo, Tiankoura und Iolonioro. Hauptstadt ist Diébougou.